# Luis Felipe Hernández
Luis Felipe Hernández (Ciudad de México, 1959) es un escritor y profesor mexicano.

## Obras

### Novelas
- Derrumbe (Nueva Imagen, 2005)

### Libros de cuentos
- Circo de tres pistas y otros mundos mínimos (Ficticia, 2002)
- De cuerpo entero (Nueva Imagen, 2004)
- Falsos amigos y otras epifanías (Ediciones La Rana, 2007)

## Reconocimientos
- Premio Nacional de Cuento San Luis Potosí 2003 por De cuerpo entero)
- Mención honorífica en el Premio de Cuento Juan José Arreola 2002
- Premio Nacional de Cuento Efrén Hernández 2006, por Falsos amigos y otras epifanías)